# Pálos kolostor (Pilisszentlélek)

## Fekvése
A Pilis belsejében megbújó Pilisszentléleket alig több mint háromszázan lakják. A központból északra vezető, kanyargós úton juthatunk föl, s egy domboldalban ott állnak előttünk a pálos kolostor 1985-1992 között feltárt romjai. A tájat minden irányból a Pilis erdővel borított hegyei uralják.

## Rövid története

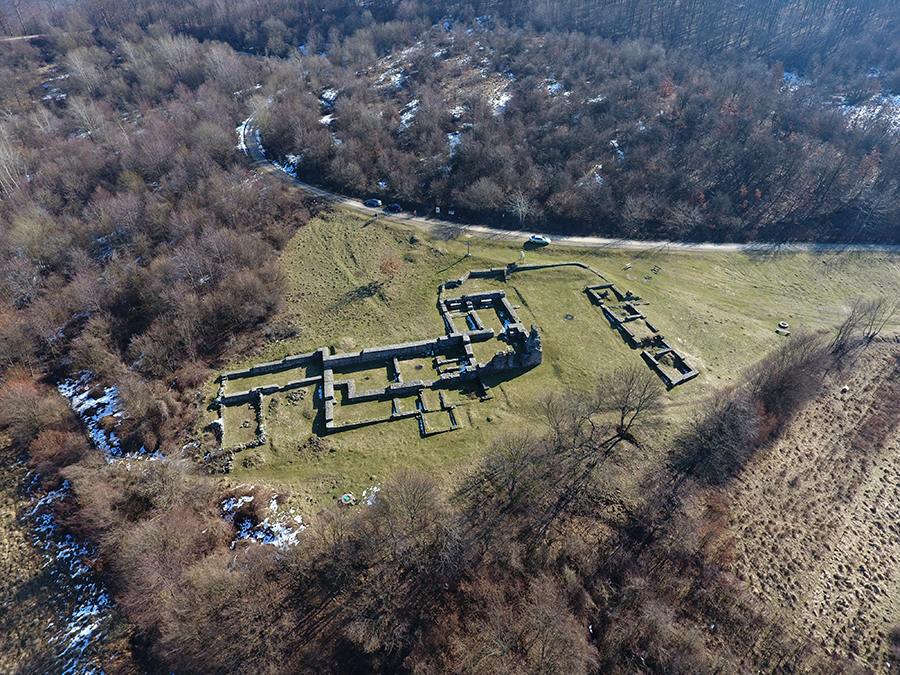
Pilisszentlélek, Pálos romok légi fotón

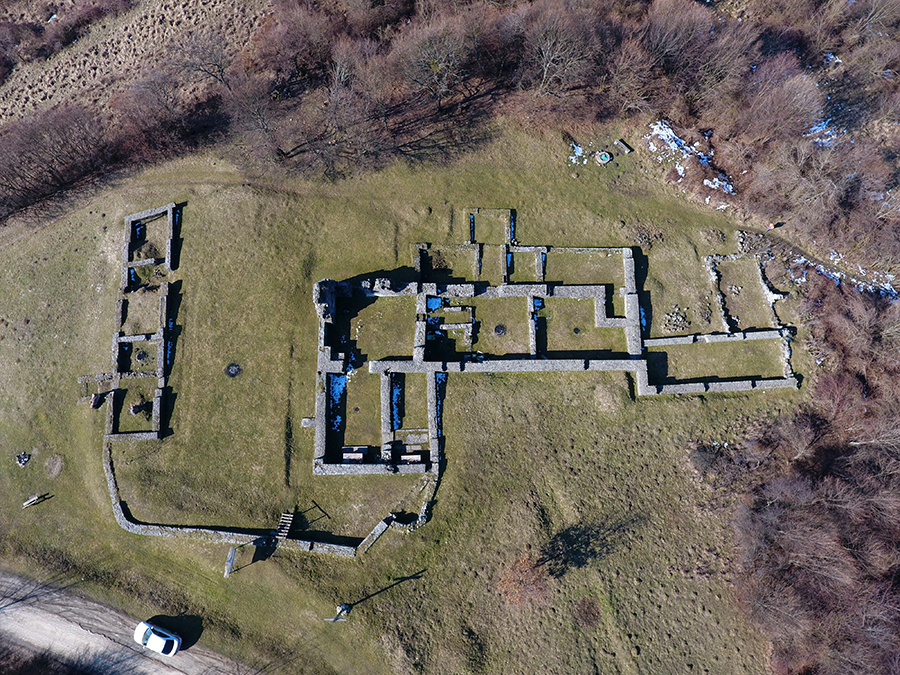
Pilisszentlélek, Pálos romok légi felvételen

Az egyetlen magyar alapítású középkori szerzetesrend, a Magyar Pálos Rend története szempontjából a Pilis területe meghatározó jelentőségű. Özséb esztergomi kanonokot, a pálos rend alapítóját a pilisi erdőkben élő remeték gyakran fölkeresték. Aztán, 1246-ban Boldog Özséb lemondott javadalmairól, és érseki engedéllyel ő is a Pilisbe vonult, remete társai közé. A Cséve-szirtek alatt (Pilisszentlélek határában) a „hármas-barlangnál” telepedtek meg, majd néhány esztendővel később (1250 körül) innen nem messze alapították meg az első templomot és kolostort, a Szent Kereszt tiszteletére szentelve. 
A Pilis erdejében, királyaink egyik kedvelt vadászterületén, az Esztergom felé nyíló Benedek-völgyben állt egy királyi vadászház (palota). IV. László király Péter felhévízi remetének és társainak adományozta (1287), hogy ott kápolnát és kolostort építsenek maguknak. A közeli Szent Kereszt monostor perjelének, Benedeknek a feladata lett a rendház benépesítése, saját szerzetesei közül választott testvérekkel.
I. Károly király is járt az új kolostorban (1323), majd fia, Nagy Lajos király itt töltötte 1378  nagyhetét, s ha már itt volt, megerősítette a korábbi királyi birtokadományokat, sőt még újabb birtokokkal is gyarapította azokat.
A kolostor gyarapodása a 15. században is folytatódott, ám az 1526-os év hirtelen a véget jelentette: a mohácsi csata után a Dunakanyarig jutó portyázó török seregek áldozatául esett.

## A kolostor feltárása és építészete
A 18-19. században a romos épületek falai még magasan álltak. Amikor az első ásatásokra sor került (1928-1933), már csak néhány falcsonk magasodott a föld fölé. Ekkor tisztázódott a főbb épültek elrendezése, az 1980/90 évek ásatásai során néhány fontosabb részlet tisztázódott, ám még további feltárásokra van szükség, hogy sikerüljön kiásni a nyugati kerítőfalat és egyéb, még a föld alatt rejtőző építményeket.
Egyelőre nem sikerült megtalálni sem a 13. századi királyi vadászlak, sem a legkorábbi kolostor maradványait. A 14-15. század fordulóján épült ma látható épületek közül a legépebben megmaradt a kicsinynek számító templom. A szentélyben helyreállították a Szentlélek tiszteletére szentelt főoltárt. A templomhoz csatlakozó keleti épületszárny emeletes lehetett. Az ásatás során előkerültek a helyiségeket valaha fűtő kályhák csempemaradványai. Ezekből arra következtethetünk, hogy nagyon díszesek lehettek. A budai várban állott lovag alakos kályhák variánsait építették meg a szentkereszti kolostor számára.
A keleti szárny két legnagyobb, középpilléres terme közül a kisebbik a káptalanterem, a nagyobbik a refektórium (ebédlő) lehetett. A káptalanteremből vezetett átjáró a nyugati épületszárny helyiségeibe. Északon L alakú épületszárny fogott közre egy kis belső udvart. Délén húzódtak a kerítőfal mentén a gazdasági épületek (műhelyek).

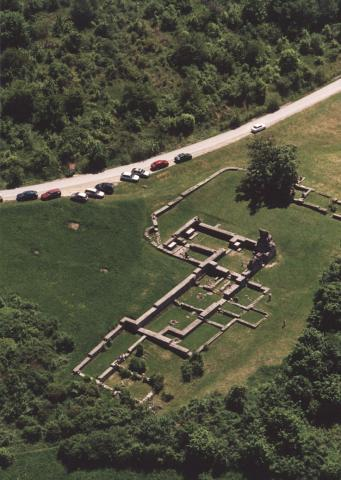
A kolostor madártávlatból
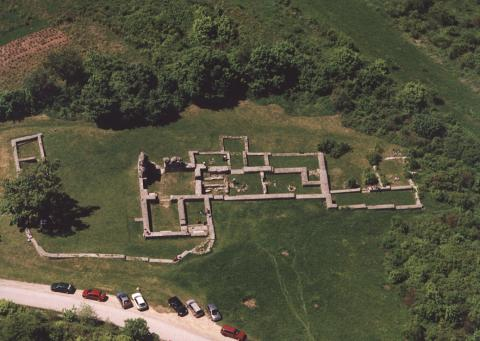
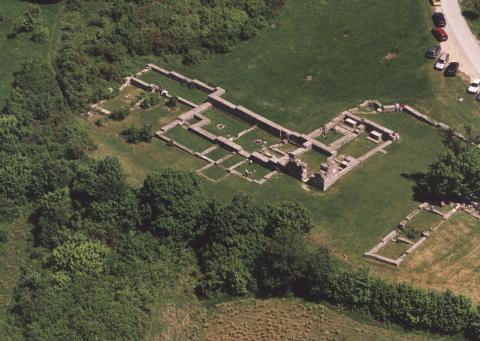
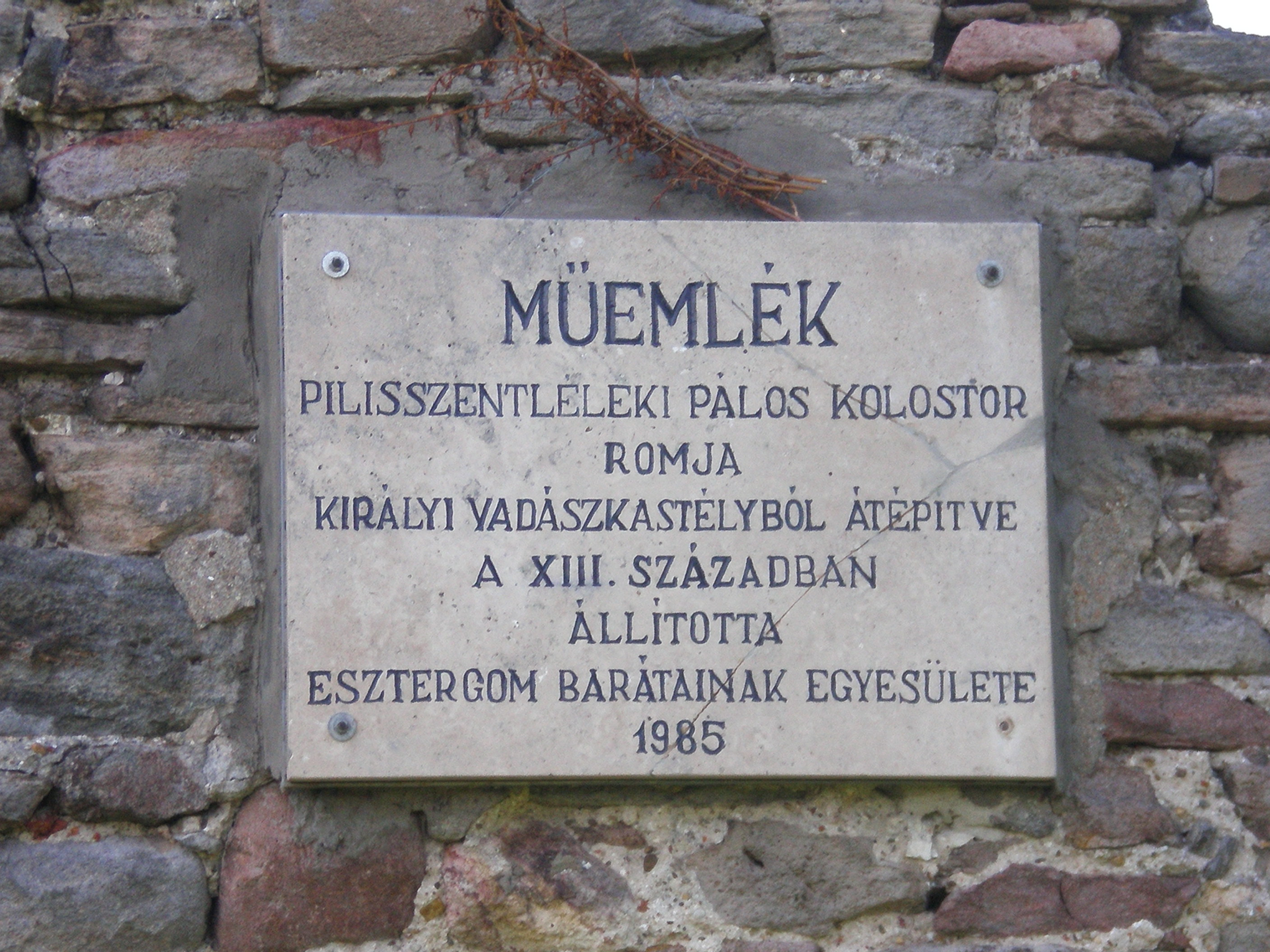
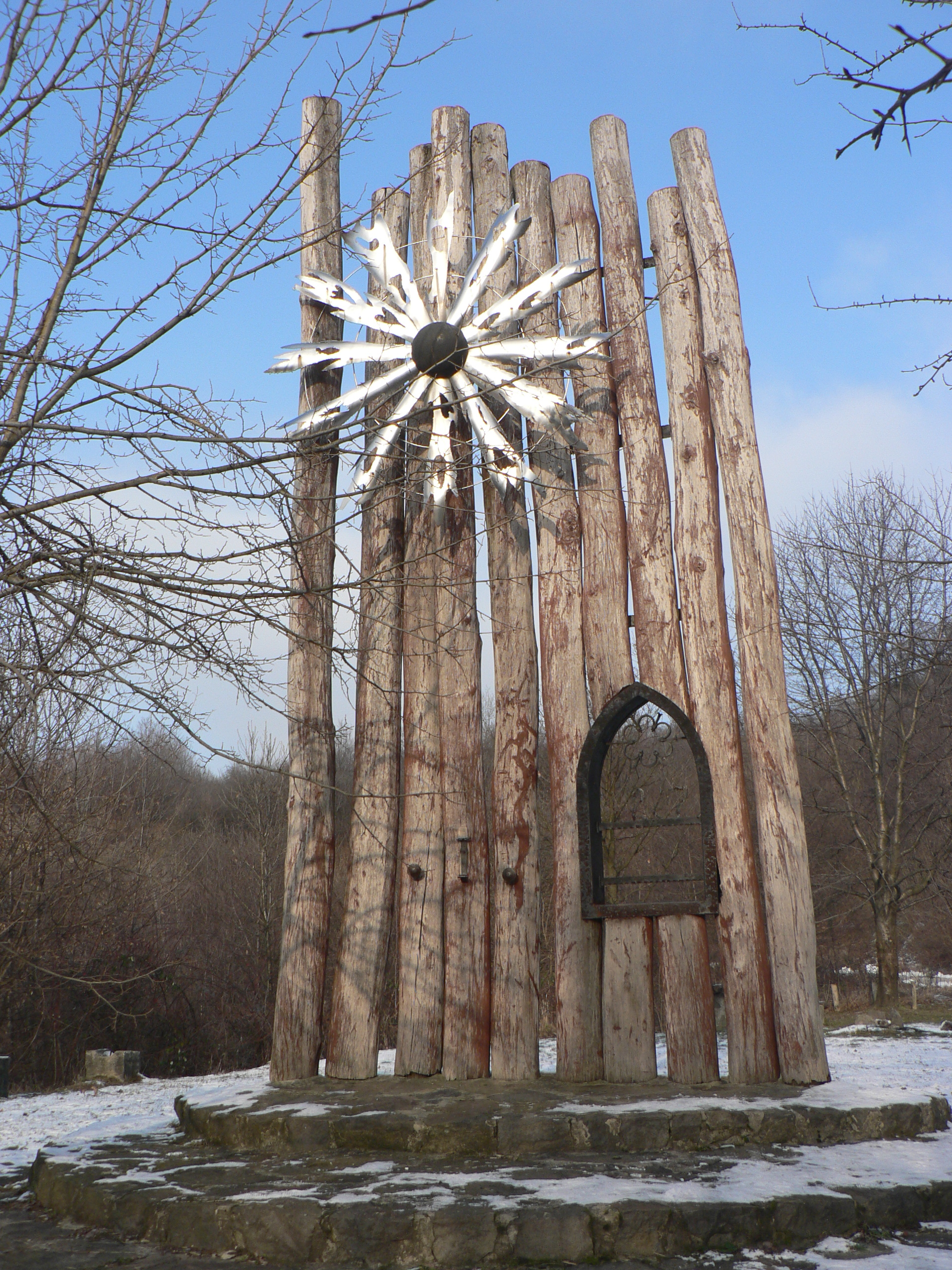
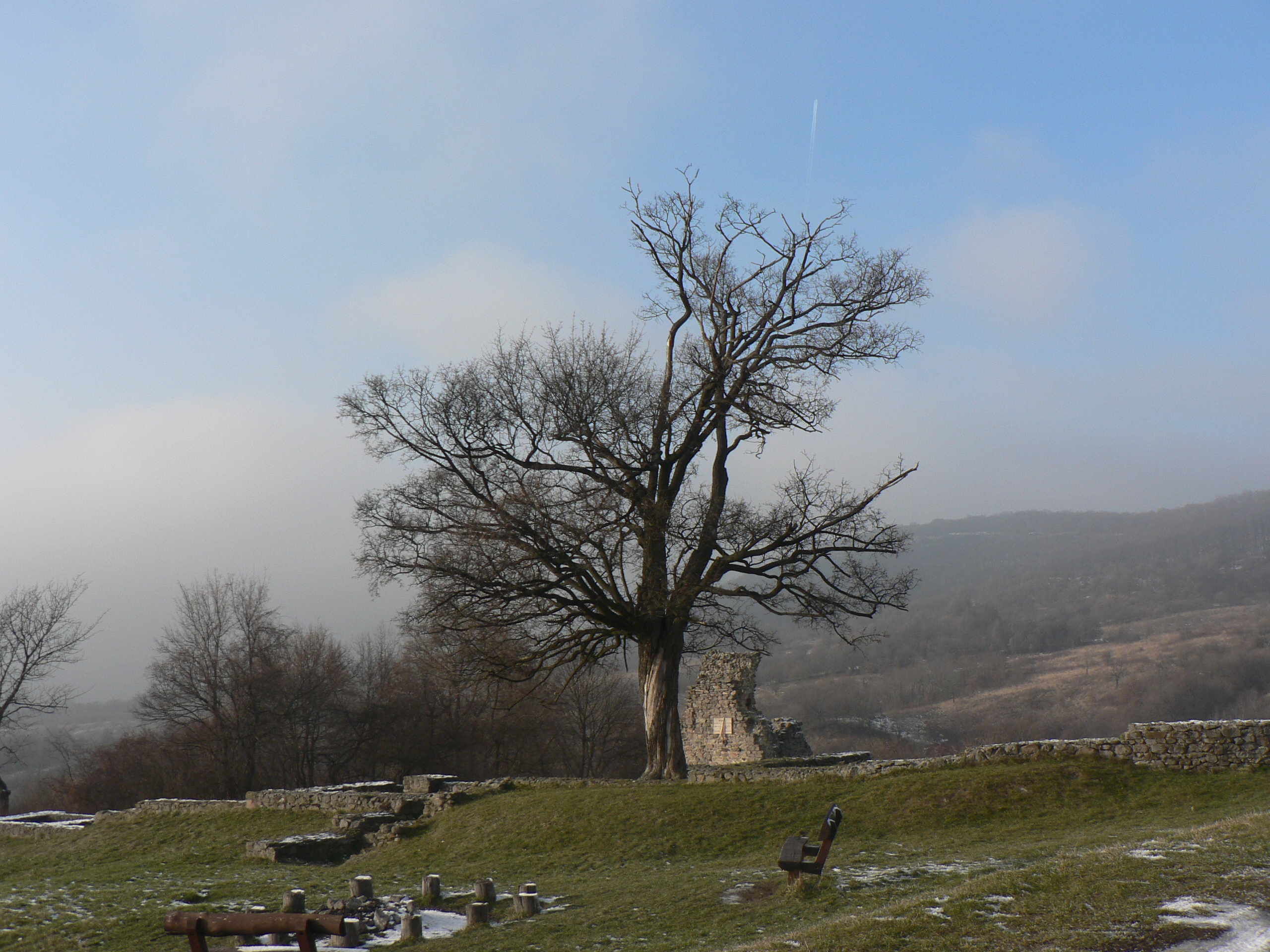
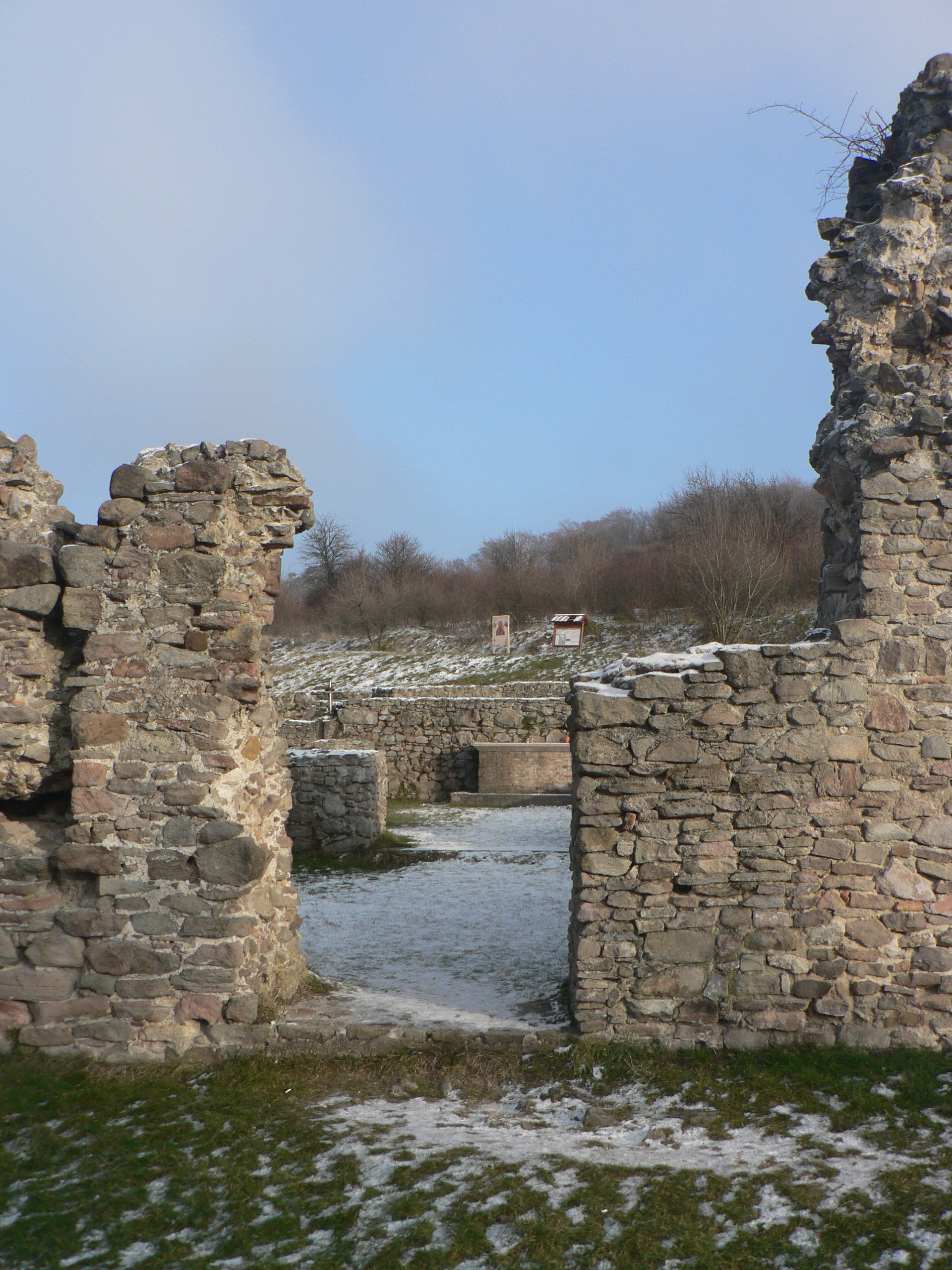
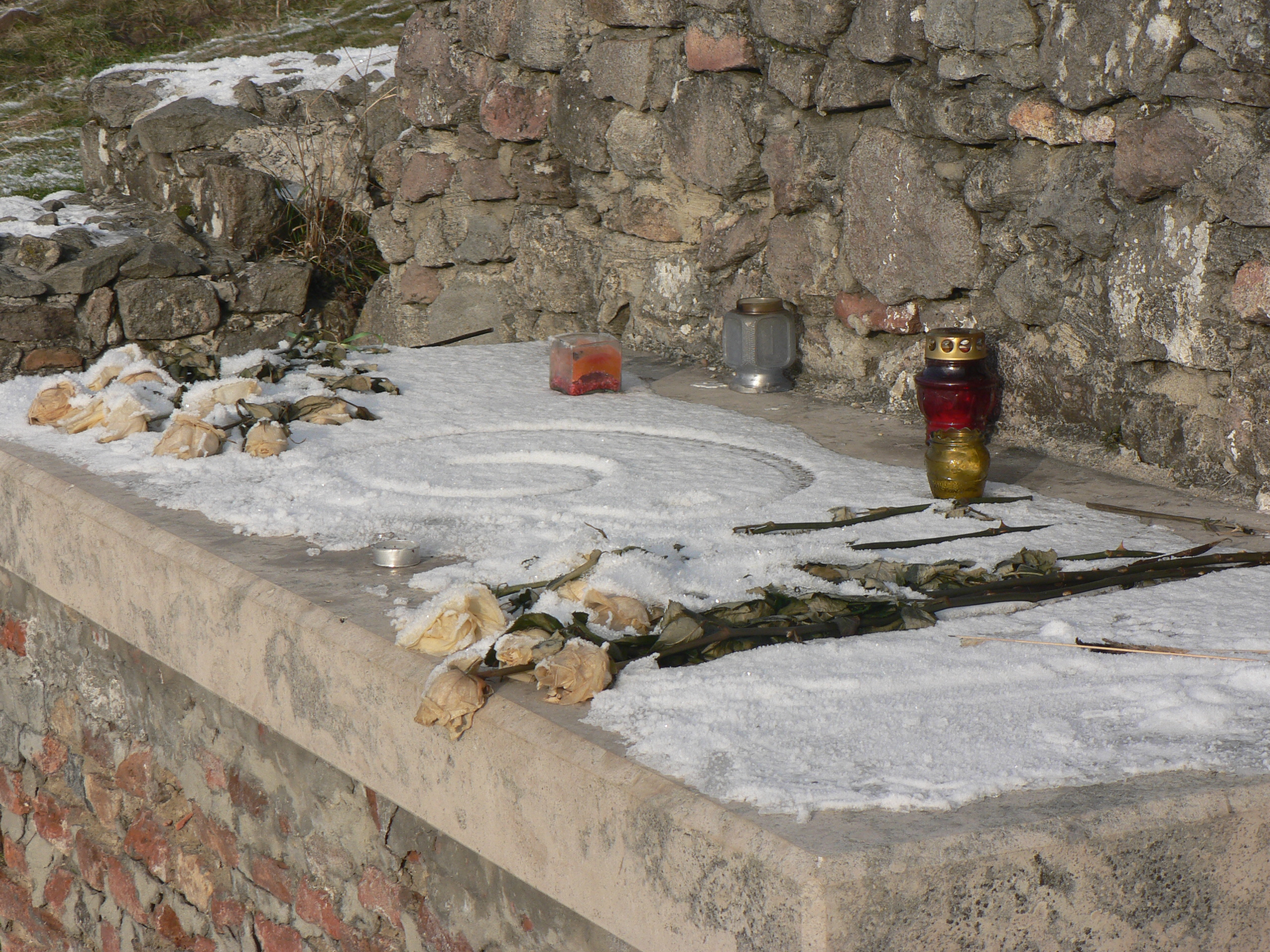